# Riccardo Pinelli
Riccardo Pinelli (Modena, 17 febbraio 1991) è un pallavolista italiano, palleggiatore dell'Impavida Ortona.

## Carriera
La carriera di Riccardo Pinelli inizia nelle selezioni giovanili del Modena, con cui partecipa anche a un campionato di Serie B2. Nel 2009 entra a far parte del progetto tecnico federale del Club Italia, passando dal Blue College al campionato di Serie A2. In questo periodo fa parte delle nazionali giovanili italiane.
Nella stagione 2011-12 passa al Segrate, società militante in Serie A2, dove ottiene la qualificazione ai play-off promozione e arriva fino alla finale della coppa Italia, persa contro la Materdomini. Dopo un'annata al Modena, che gli consente di esordire nel massimo campionato, torna in seconda serie con il Potentino, categoria dove milita anche nella stagione 2014-15 con la Matera Bulls.
Nell'annata 2015-16 viene ingaggiato dalla Callipo di Vibo Valentia, sempre in Serie A2, con cui si aggiudica la Coppa Italia di categoria: resta nella stessa categoria per il campionato 2016-17, vestendo la maglia della Tuscania, e in quello 2017-18, con l'Aversa.
Per il campionato 2018-19 si accasa al BluVolley Verona, in Superlega, per poi firmare, per la stagione 2019-20 con il Tricolore, in Serie A2: resta nella stessa divisione anche nell'annata 2021-22, giocando per l'Emma Villas, con la quale la stagione successiva ritorna in Superlega.
Dopo due annate con il club senese nella stagione 2023-24 veste la maglia della Virtus Aversa, in serie cadetta, mentre l'annata successiva viene ingaggiato dall'Impavida Ortona, in Serie A3.

## Palmarès

### Club
- Coppa Italia di Serie A2: 1

2015-16